# Ruta chalepensis

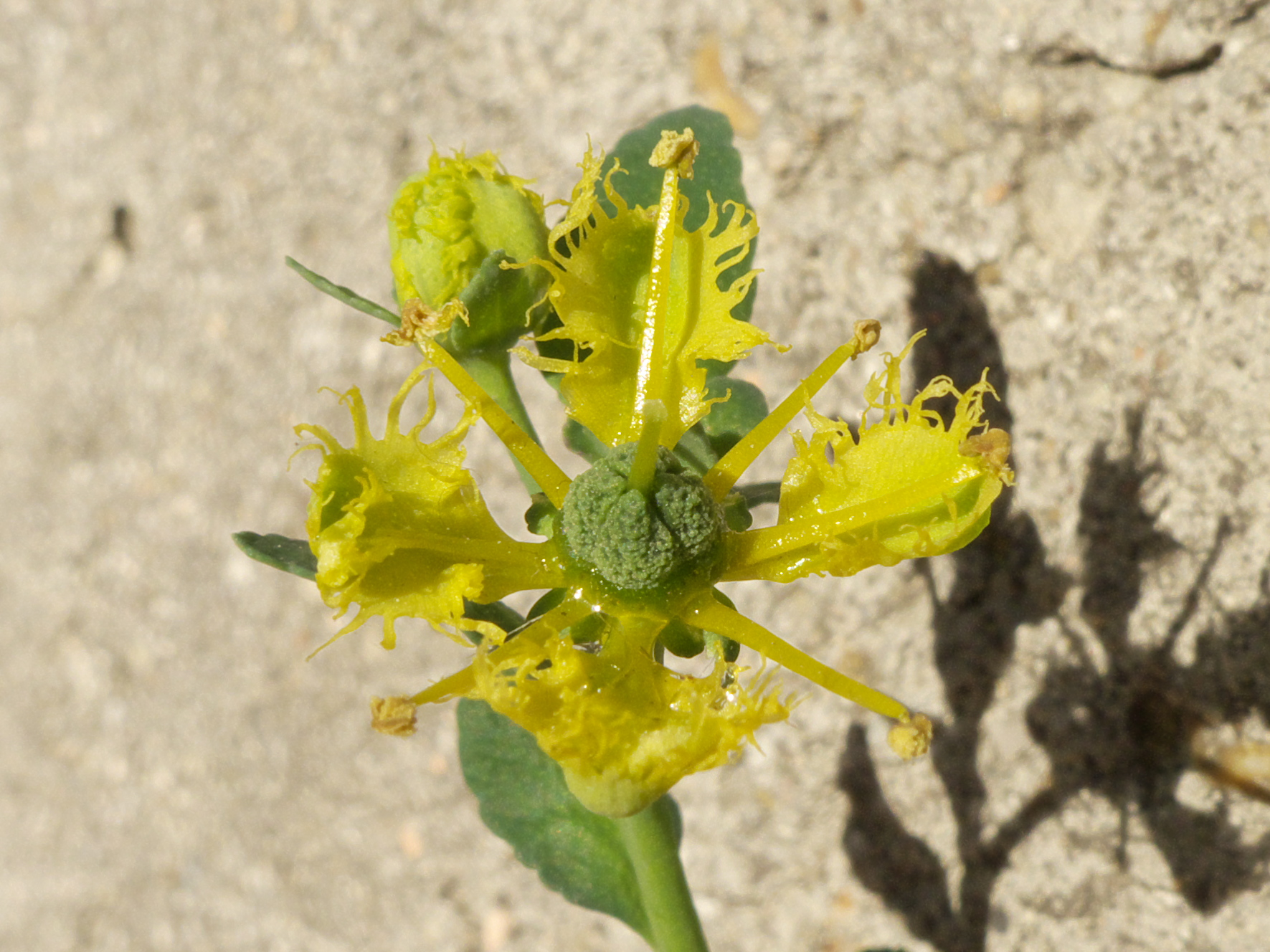

Ruta chalepensiss L. – gatunek rośliny z rodziny rutowatych (Rutaceae). Rośnie dziko w obszarze śródziemnomorskim: w Afryce Północnej (Madera, Wyspy Kanaryjskie, Algieria, Libia, Maroko, Tunezja), Europie Południowej (Hiszpania, Portugalia, Francja, Albania, Jugosławia, Włochy, Grecja) i Azji Zachodniej (Cypr, Izrael, Syria, Libia, Turcja). Jako gatunek zawleczony rozprzestrzenił się w Etiopii, Somalii i Jemenie.

## Morfologia
PokrójRoślina o wyprostowanej, rozgałęzionej łodydze o wysokości 20–80 cm. W dolnej części łodyga jest zdrewniała.
LiściePodwójnie lub potrójnie pierzastosieczne, o długości 10–20 cm i podługowatych, eliptycznych odcinkach (bardziej smukłych, niż u ruty zwyczajnej). Są nagie posiadają natomiast liczne gruczoły wydzielające silny zapach.
KwiatyObupłciowe, promieniste, zebrane w wiechowate kwiatostany, wyrastające w kątach górnych liści. Pojedynczy kwiat ma średnicę ok. 4 cm i ma 4 działki kielicha i 4 lub 5 płatków. Kwiaty boczne są czterokrotne, a szczytowe pięciokrotne.  Płatki są żółte, podłużne i posiadają włoski o długości 6–8 mm. Pręcików jest 8 (w kwiatach 4-płatkowych), lub 10 (w kwiatach 5-płatkowych). Słupek jeden. Ważnym szczegółem odróżniającym rutę zwyczajną od Ruta chalapensis są płatki korony: u ruty zwyczajnej są pełne, u Ruta chalepensis postrzępione.
OwocWielonasienna, graniasta torebka z trójkanciastymi, licznymi nasionami.

## Biologia i ekologia
Roślina wieloletnia, podkrzew, chamefit. Rośnie na miejscach skalistych, piaszczystych, na obrzeżach lasów, w zaroślach, wąwozach. Preferuje tereny o wapiennym podłożu. Kwitnie od kwietnia do czerwca. Pręciki dojrzewają w dwóch etapach: najpierw wyrastające między płatkami, następnie rosnące przed płatkami. Cała roślina ma silny, swoisty, mało przyjemny zapach i gorzki smak.

## Własności trujące

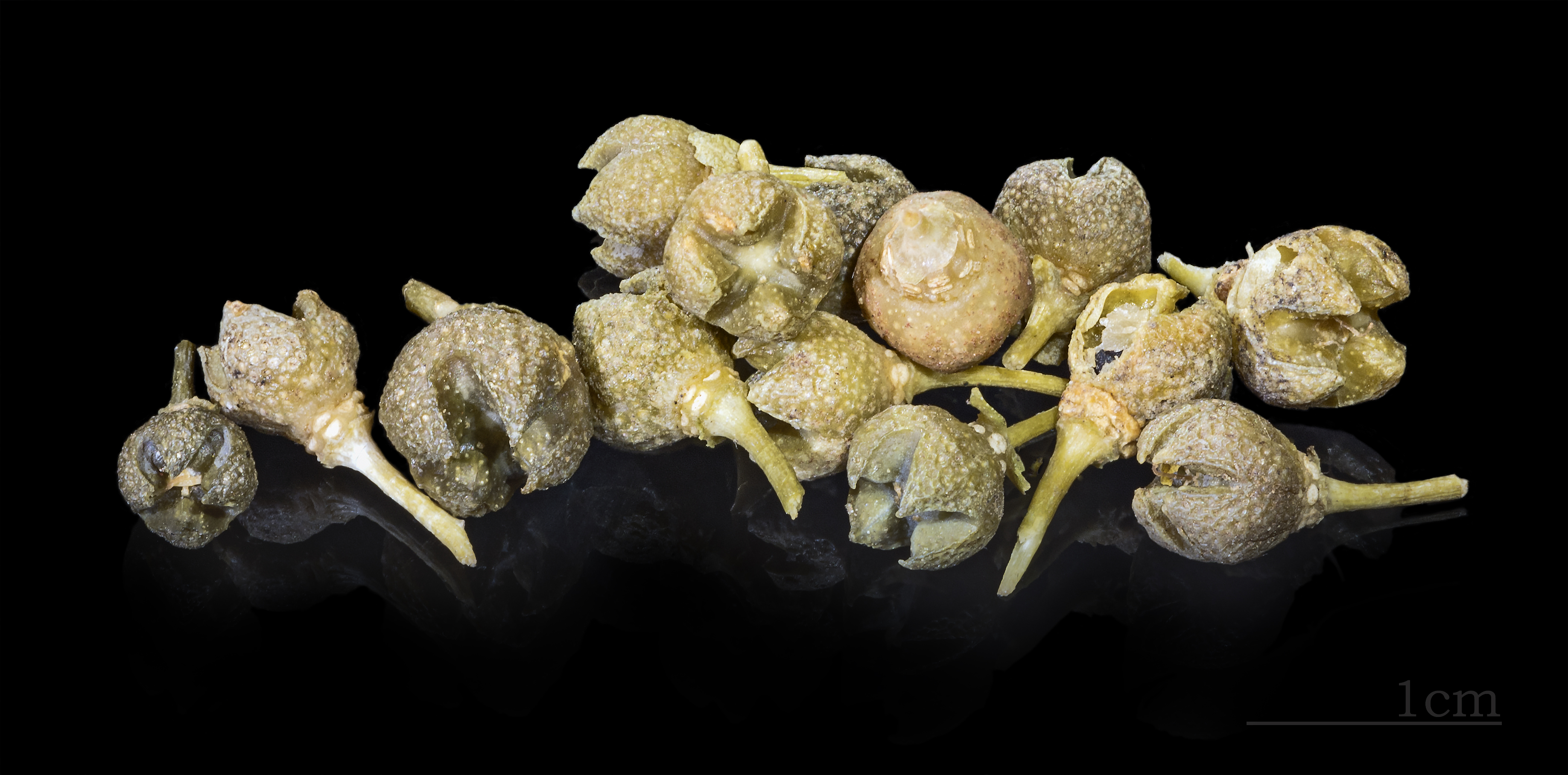
Suszone owoce.

Jest rośliną trującą. Niewielkie ilości ruty stosowanej jako przyprawa kuchenna wydają się bezpieczne, należy jednak stosować ją w tym celu umiarkowanie. Zawarte w świeżym zielu ruty olejki eteryczne mogą uszkodzić wątrobę i nerki. Odnotowano kilka wypadków śmiertelnych po spożyciu większej ilości preparatów otrzymanych z ruty. Ruta wywołuje działanie poronne, z tego też względu dawniej była używana jako środek aborcyjny. Notowano jednak zgony spowodowane krwotokiem z macicy po spożyciu ruty w tym celu.

## Zastosowanie
- Otrzymywany z liści olejek eteryczny jest stosowany w przemyśle perfumeryjnym i jako przyprawa do żywności[5].
- W niektórych krajach ruta jest uważana za roślinę leczniczą. Arabowie stosują ją jako środek przeczyszczający i przeciwzapalny, oraz do leczenia kolki, bólu głowy i reumatyzmu. W  Afryce wodnym wywarem z liści leczy się gorączkę. Na Krecie napary z liści są stosowane przy dolegliwościach żołądkowych[5].
- Roślina ozdobna uprawiana w niektórych krajach[5].

## Obecność w kulturze
- Żydzi płacili świątyni podatek (dziesięcinę) m.in. również dostawami ruty. Wiemy o tym z Ewangelii Łukasza (11,42). W grę wchodzą dwa gatunki ruty występujące w Izraelu: ruta zwyczajna i Ruta chalepensis, która jest tutaj pospolita[7].